# Encyrtus changjiensis
Encyrtus changjiensis är en stekelart som beskrevs av Xu 2000. Encyrtus changjiensis ingår i släktet Encyrtus och familjen sköldlussteklar. Inga underarter finns listade i Catalogue of Life.